# Enrique Morea
Enrique Jorge Morea (Buenos Aires, 11 aprile 1924 – 15 marzo 2017) è stato un tennista argentino.

## Carriera
Ha giocato in Coppa Davis per l’Argentina dal 1948 al 1958, disputando ventuno incontri, di cui quattordici in singolare e sette nel doppio, rispettivamente con undici e quattro vittorie. 
Tra il 1944 e il 1954 ha vinto per sei volte gli Internazionali di Argentina – record superato soltanto da Guillermo Vilas, nel 1978 – disputando ben dodici finali. 
Agli Internazionali d’Italia è giunto in finale, nel singolare, nel 1954, perdendo in tre set dallo statunitense Budge Patty. Nello stesso anno ha vinto il torneo di doppio, in coppia con l’egiziano Jaroslav Drobný, battendo in cinque set gli statunitensi Tony Trabert e Vic Seixas. Si è ripetuto l’anno successivo, in coppia con lo statunitense Art Larsen, sconfiggendo in quattro set i beniamini del Foro italico Nicola Pietrangeli e Orlando Sirola. Nel 1955, a Roma, si è aggiudicato anche il doppio misto, in coppia con la britannica Patricia Ward.
Per quanto riguarda i tornei del Grand slam, è giunto due volte in semifinale agli Internazionali di Francia (1953 e 1954), mentre al torneo di Wimbledon e agli U.S. National Championships  non è mai andato oltre il quarto turno. Ha ottenuto i migliori risultati nel doppio misto, aggiudicandosi il trofeo di Parigi nel 1946, con la statunitense Barbara Scofield e giungendo tre volte in finale a Wimbledon (1952, 1953 e 1955). Ha anche disputato una finale di doppio, al Roland Garros, in coppia con l’ecuadoriano Pancho Segura, cedendo in cinque set al doppio di casa, formato da Marcel Bernard e Yvon Petra.
Ha vinto 22 tornei di singolare. Nel 1953 e nel 1954, Lance Tingay, del Daily Telegraph lo ha posizionato al n. 10 della classifica dei tennisti dilettanti.
Lasciata la carriera agonistica, a 44 anni, nel 1968, è rimasto nell'ambiente del tennis, svolgendo funzioni di giudice-arbitro.